# Ermida de Nossa Senhora da Conceição (Estremoz)
A Ermida de Nossa Senhora da Conceição ou Capela de Nossa Senhora da Conceição localiza-se na freguesia da Santa Maria, no Município de Estremoz, Distrito de Évora, Portugal.

## História
Esta capela foi construída em finais do século XVI, em local próximo dos campos em que se travou a batalha do Ameixial, em 8 de Junho de 1663. Serviu então de Quartel-General às tropas portuguesas.

## Descrição
É uma capela de uma só nave, cujas paredes estão decoradas com telas setecentistas. A Capela-mor perdeu a talha que adornava o altar-mor. Realçam os painéis de azulejos policromos, de temática mariana, executados no século XVII e o púlpito de mármore local.
Detrás da Capela-mor existem restos de uma Anta, conhecida como Pedra da Ronca.